# East Hanney
East Hanney is een civil parish in het bestuurlijke gebied Vale of White Horse, in het Engelse graafschap Oxfordshire. In 2001 telde het dorp 746 inwoners.